# Муезеро
Муезеро — озеро на территории Сосновецкого сельского поселения Беломорского района Республики Карелии.

## Общие сведения
Площадь озера — 22,4 км², площадь водосборного бассейна — 484 км². Располагается на высоте 104,0 метров над уровнем моря.
Форма озера лопастная, продолговатая: оно вытянуто с северо-запада на юго-восток. Берега изрезанные, каменисто-песчаные, местами заболоченные.
В юго-восточный залив Муезера впадает протока, вытекающая из озера Плавучего.
Через озеро протекает река Охта, впадающая в реку Кемь.
По центру озера расположен один относительно крупный (по масштабам водоёма) остров Троица.
На северо-западном берегу Муезера располагается старинная карельская деревня Ушково.
Код объекта в государственном водном реестре — 02020001011102000006387.